# بشير نيلي
البتشير أو بشير نيلي (الاسم العلمي: Polypterus bichir) (بالإنجليزية: Nile bichir)‏ هي نوع من الأسماك تتبع جنس بشير متعدد الزعانف من فصيلة كثيرات الزعانف. تعتبر هذه السمكة من الأسماك العظيمة البدائية. البتشير سمكة إفريقية تعيش في المياه العذبة, وخاصة في البحيرات والأنهار في الجوانب المعشوشبة.

## صفاتها
هي ذات جسم طويل يتراوح بين 35 سم إلى 70سم. تغطيه حراشف مستطيلة الشكل تتميز بالصلابة واللمعان، وزعانفها الجانبية أشبه بالمروحة. يربطها بالجسم جزء لحمي سميك.وتتغذى على الأسماك الصغيرة والضفادع التي تعيش بمحيطها.

## تنفسها
في حالتها الطبيعية، وظروف المياه الجيدة تتنفس مثل معظم الأسماك الأخرى بامتصاص الأكسجين من الماء بواسطة خياشيمها. وفي حالة الجفاف أو تعفن المياه تحصل البتشير على الأكسجين بزفر الهواء. وفي هذه الحالة تعمل المثانة الهوائية عمل الرئة حيث تمتص الأكسجين داخل أوعية دموية توجد في جدران المثانة الهوائية الرقيقة.

## وصلات خارجية
معلومات باللغة الإنجليزية
صفحة seriously fish بالغة الإنجليزية
فيديو مصور لسمك البتشير
رابط لصور أسماك البتشير